# معركة جباليا
مَعْرَكَةُ جَبَالِيَا هي معركة مستمرة بدأت في 8 نوفمبر 2023 في خضم الغزو الإسرائيلي لقطاع غزة عام 2023.

## المعركة

### 8 نوفمبر
اشتبك فريق قتالي من الجيش الإسرائيلي في قتال استمر 10 ساعات في غرب جباليا يوم 8 نوفمبر/تشرين الثاني، استولى خلاله على أسلحة وكشف عن فتحات الأنفاق. وأطلقت سرايا القدس قذائف الهاون باتجاه قوات الاحتلال المتواجدة في المنطقة.

### 18 نوفمبر
وقال المتحدث باسم الجيش الإسرائيلي الأدميرال دانيال هاجاري إن القوات الإسرائيلية وسعت عمليات التطهير لتشمل أحياء إضافية في مدينة غزة، مع بدء الفرقة 162 التابعة للجيش الإسرائيلي عملياتها على مشارف جباليا. ادعى متحدث باسم الجيش الإسرائيلي أن لواء حماس الشمالي يحتفظ بمركز قيادة وسيطرة ومعاقل مهمة في جباليا.

### 19 نوفمبر
تحرك لواء ناحال التابع للجيش الإسرائيلي من مخيم الشاطئ للاجئين باتجاه مدينة جباليا لدعم العمليات الهجومية في المنطقة.

### 20 نوفمبر
وقالت إسرائيل إن قواتها طوقت جباليا ليلة 20-21 نوفمبر/تشرين الثاني، بينما نفذ المقاتلون هجمات على خطوط التقدم الإسرائيلية.

### 21 نوفمبر
وأفاد الجيش الإسرائيلي أن سلاح الجو الإسرائيلي وقوات المدفعية قصفت منطقة جباليا شمال مدينة غزة "لتحضير" ساحة المعركة. وطلب الجيش الإسرائيلي أيضا من السكان إخلاء جباليا.

### 5 ديسمبر
قال قائد القيادة الجنوبية للجيش الإسرائيلي إن الجيش الإسرائيلي كان يعمل في "قلب" جباليا.

### 6 ديسمبر
وذكر الجيش الإسرائيلي أن لواء ناحال التابع له كان يقاتل مسلحين في جباليا.

### 7 ديسمبر
داهم اللواء 460 التابع للجيش الإسرائيلي موقعاً لكتيبة جباليا الوسطى التابعة لحركة حماس في منطقة البيسان بجباليا.بالإضافة إلى ذلك، قتلت القوات الإسرائيلية العديد من المسلحين وعثرت على شبكة من الأنفاق تحت الأرض ومجمع تدريب ومخزن أسلحة بالقرب من موقع كتيبة حماس.

### 9 ديسمبر
وداهمت قوات الاحتلال سلسلة من المباني في جباليا تحتوي على مقاتلين وأسلحة من حركة حماس، وتقدمت إلى بركة الشيخ رضوان جنوب غرب مدينة جباليا. بالإضافة إلى ذلك، استدعت القوات الإسرائيلية غارة بطائرة بدون طيار لدعم مناوراتها في المدينة.

### 11 ديسمبر
صرح وزير الدفاع الإسرائيلي يوآف غالانت أن كتيبة جباليا التابعة لحماس "على وشك التفكيك". استولت القوات الإسرائيلية على البنية التحتية العسكرية لحماس في جباليا، بما في ذلك منشآت تصنيع المتفجرات ومنشآت التدريب ومخابئ الأسلحة.

### 19 ديسمبر
وقال العميد في الجيش الإسرائيلي إيتسيك كوهين إن القتال في جباليا "أدى إلى تفكيك القدرة العسكرية" لكتيبة شمال غزة التابعة لحماس.
نهاية يناير 2024 (حوالي 30 يناير)
أعلنت إسرائيل انسحابها من المنطقة، بعد أن قضت على قيادات المقاومة حسب روايتها، مما سمح لفصائل فلسطينية بإعادة السيطرة تدريجيًا على المخيم.
فبراير – أبريل 2024
هدت الفترة اشتباكات متقطعة بين المقاومة وفصائل من الجيش الإسرائيلي، لا سيما في الأحياء الشرقية من جباليا، باستخدام مدفعية ومواجهات محدودة بدون تقدم حاسم لأي طرف.
11 مايو 2024
أصدرت إسرائيل أوامر إخلاء لأهالي جباليا، محذرة من اقتراب عمليات عسكرية واسعة، وسط تقارير باستعادة المقاومة من استعادة تركيب نفسها عسكريًا.
13 مايو 2024
أطلقت إسرائيل هجومًا بريًا مكثفًا داخل جباليا استمر ثلاث أسابيع، ضمن اتجاهها لقمع المقاومة في المخيم.
31 مايو 2024
أنهت إسرائيل عمليتها وسحبت قواتها من المنطقة بعد نحو ثلاثة أسابيع من القتال المكثف، دون تحقيق السيطرة الكاملة. أعلنت تدمير أكثر من 10 كيلومترات من أنفاق المقاومة واستعادة جثث سبعة من الرهائن الإسرائيليين، بينما تضرّر نحو 70% من مخيم جباليا.

## تفاعلات
حماس: في 19 مايو أدانت حركة حماس "الهجمات الوحشية" على جباليا بعد أن كثفت القوات الإسرائيلية هجماتها في المدينة، ودعت الحركة المجتمع الدولي إلى وقف الهجمات.

## معرض صور الدمار الذي سببه عدوان الاحتلال على جباليا

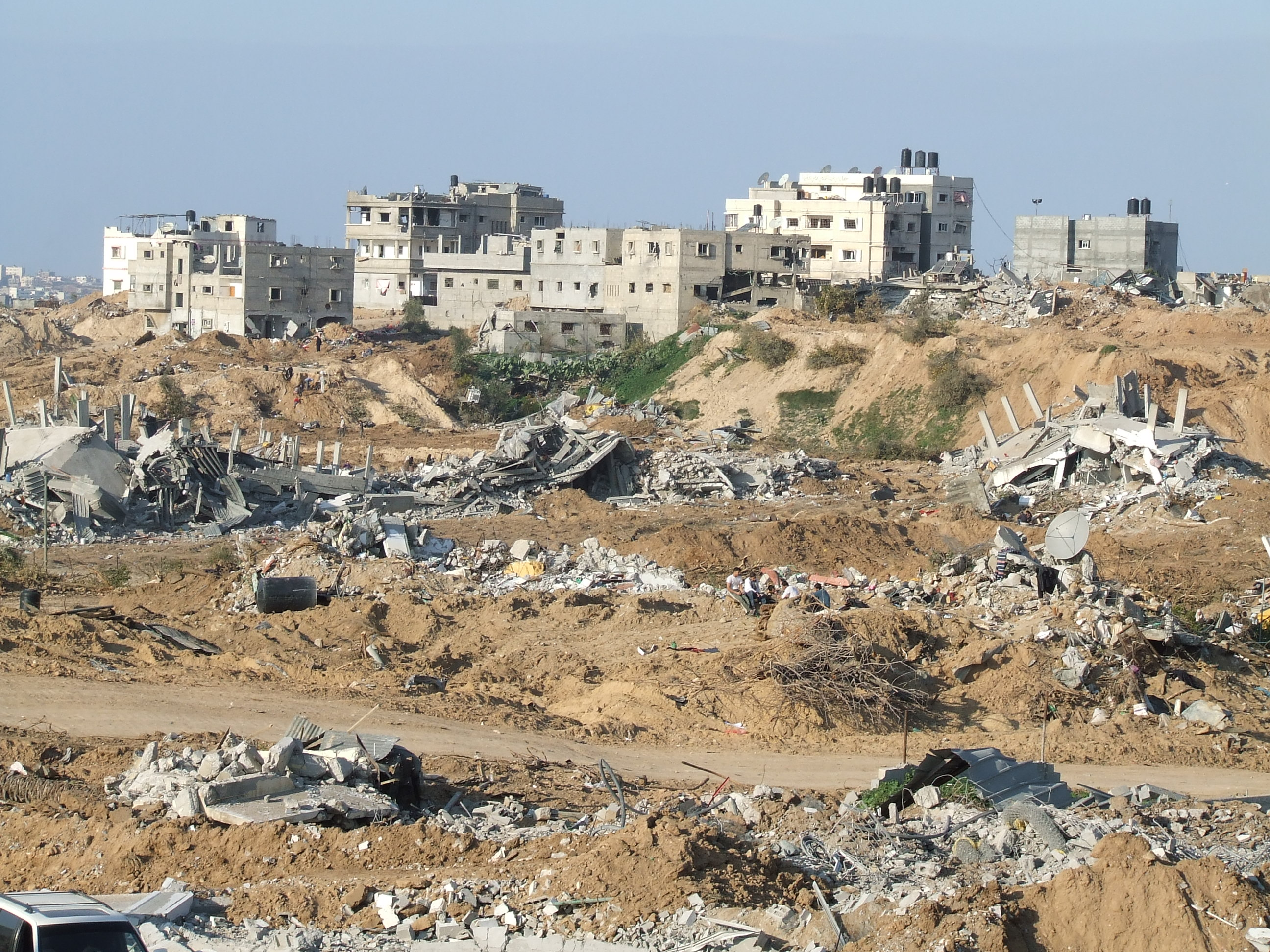
جباليا
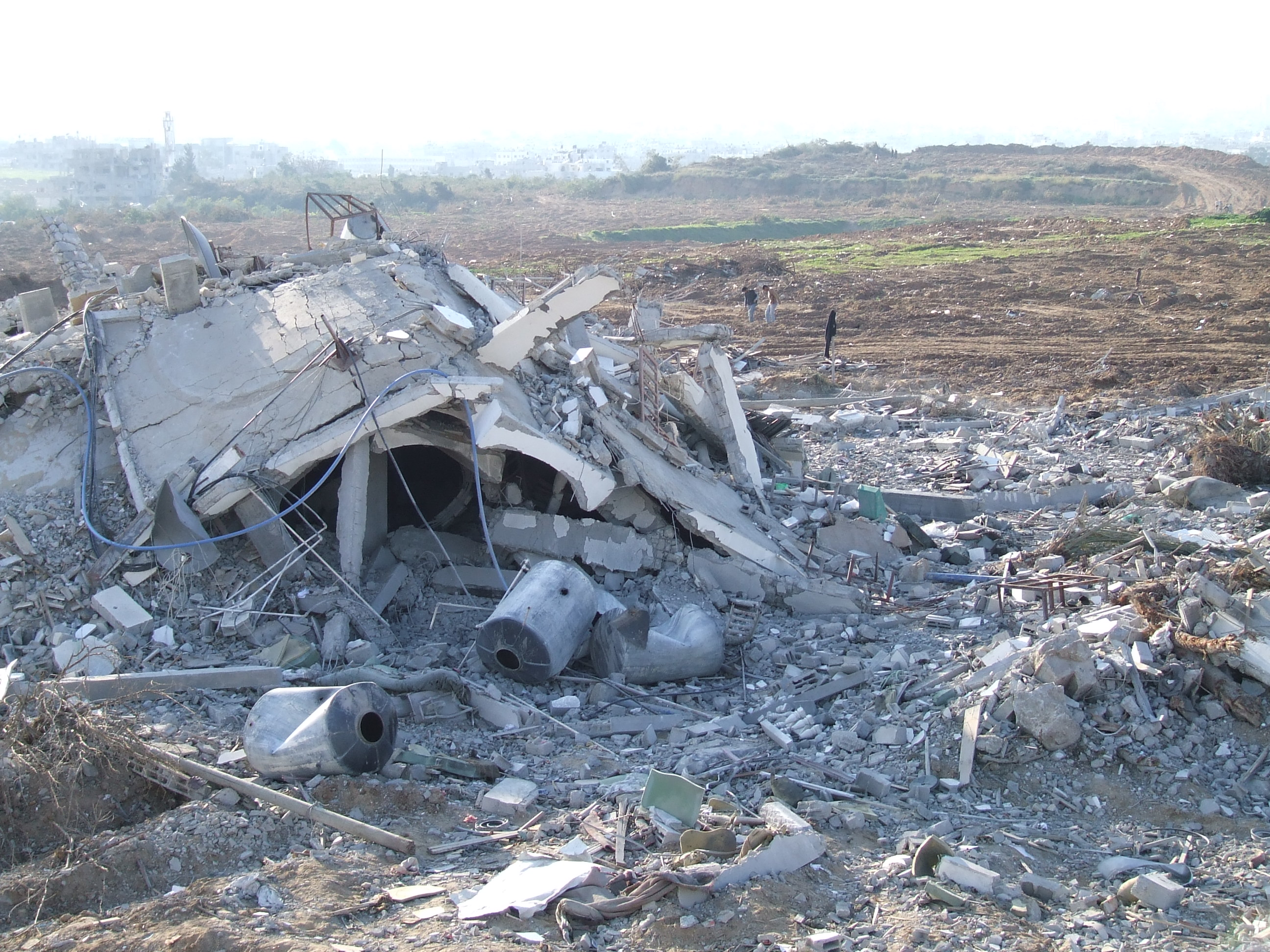
جباليا بعد العدوان الإسرائيلي
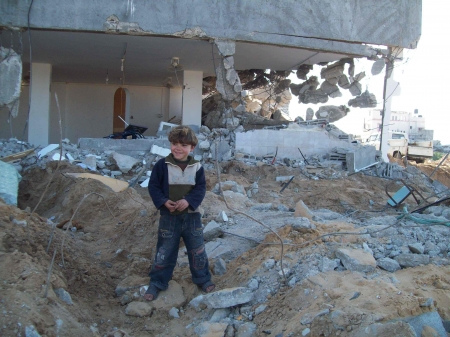
طفل في جباليا بعد العدوان الإسرائيلي
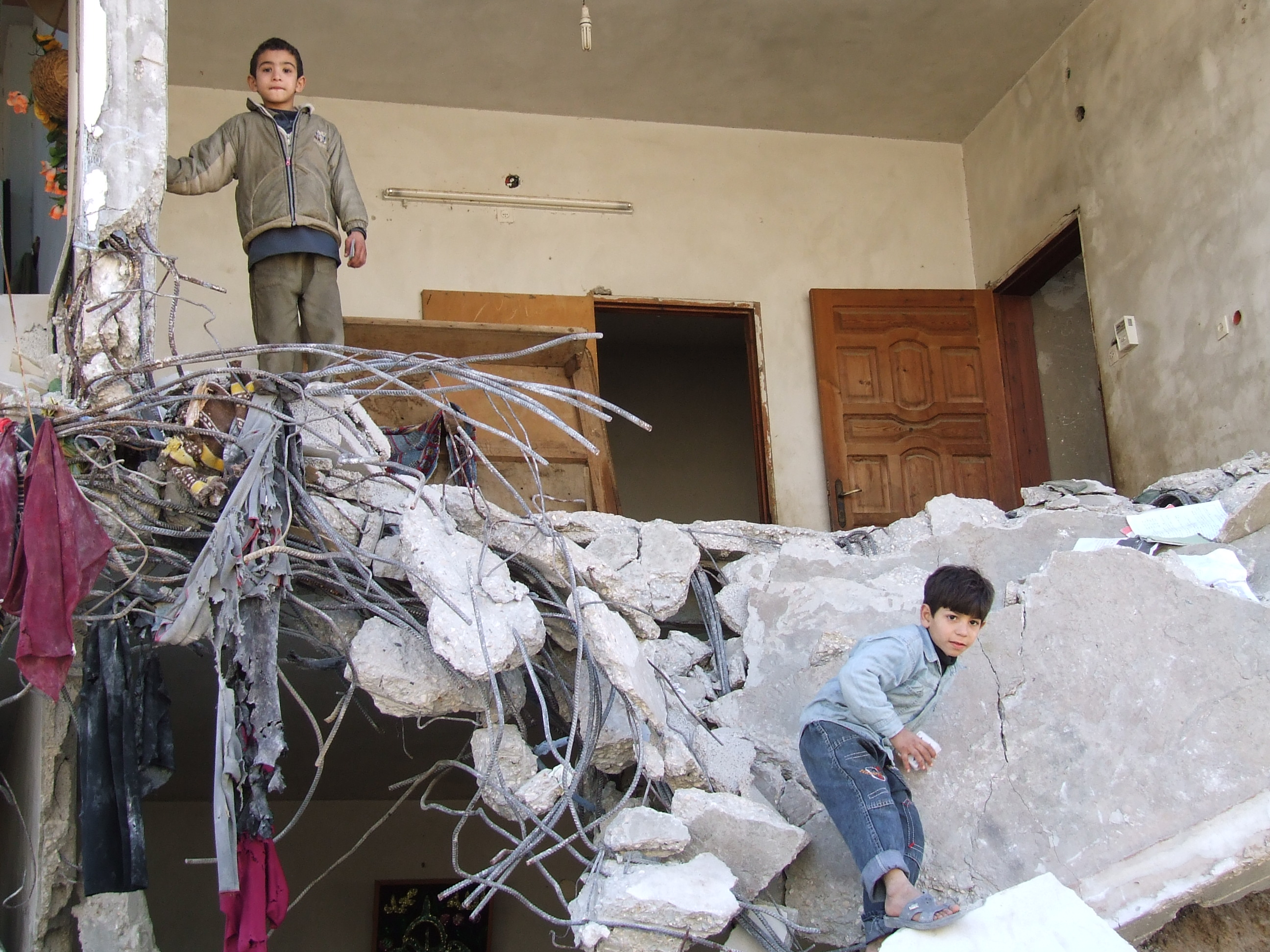
أطفال من جباليا بعد أن دمر العدوان الإسرائيلي بيتهم
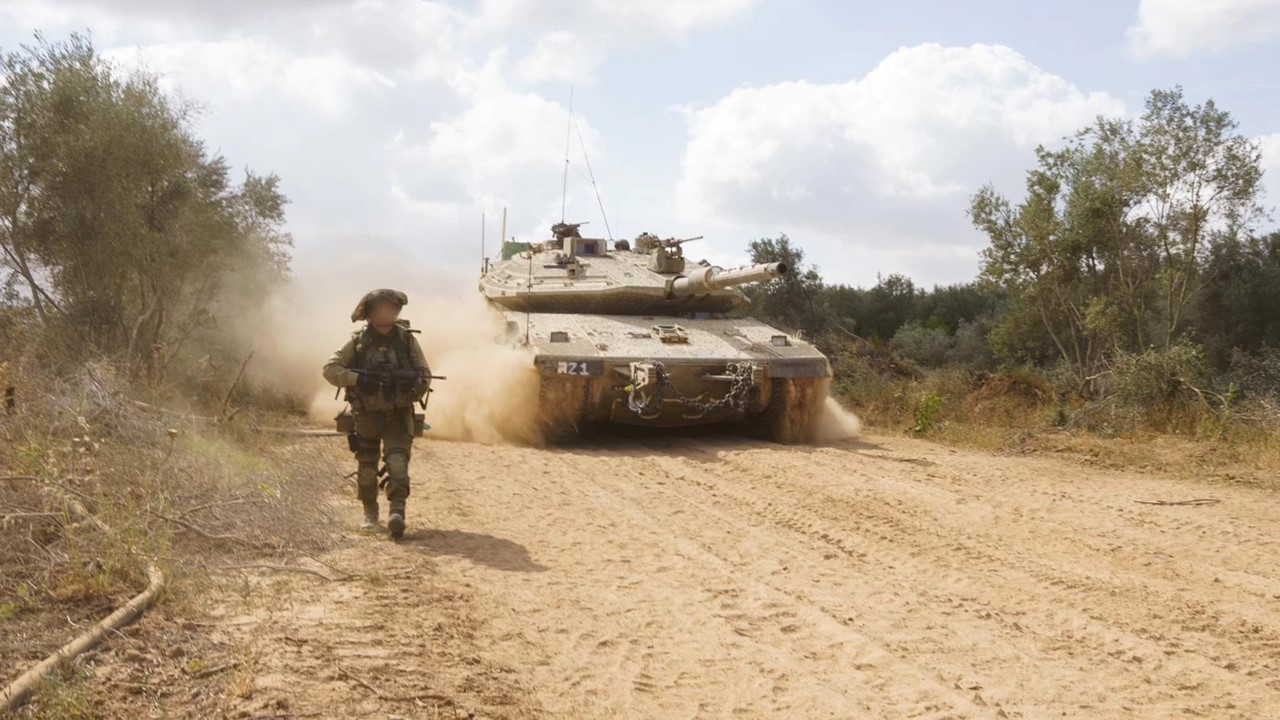
دبابات العدوان الإسرائيلي بجباليا